# Nicolas de Langres
Nicolas de Langres (? - 1665), ingénieur militaire et architecte français ayant servi au Portugal.

## Biographie

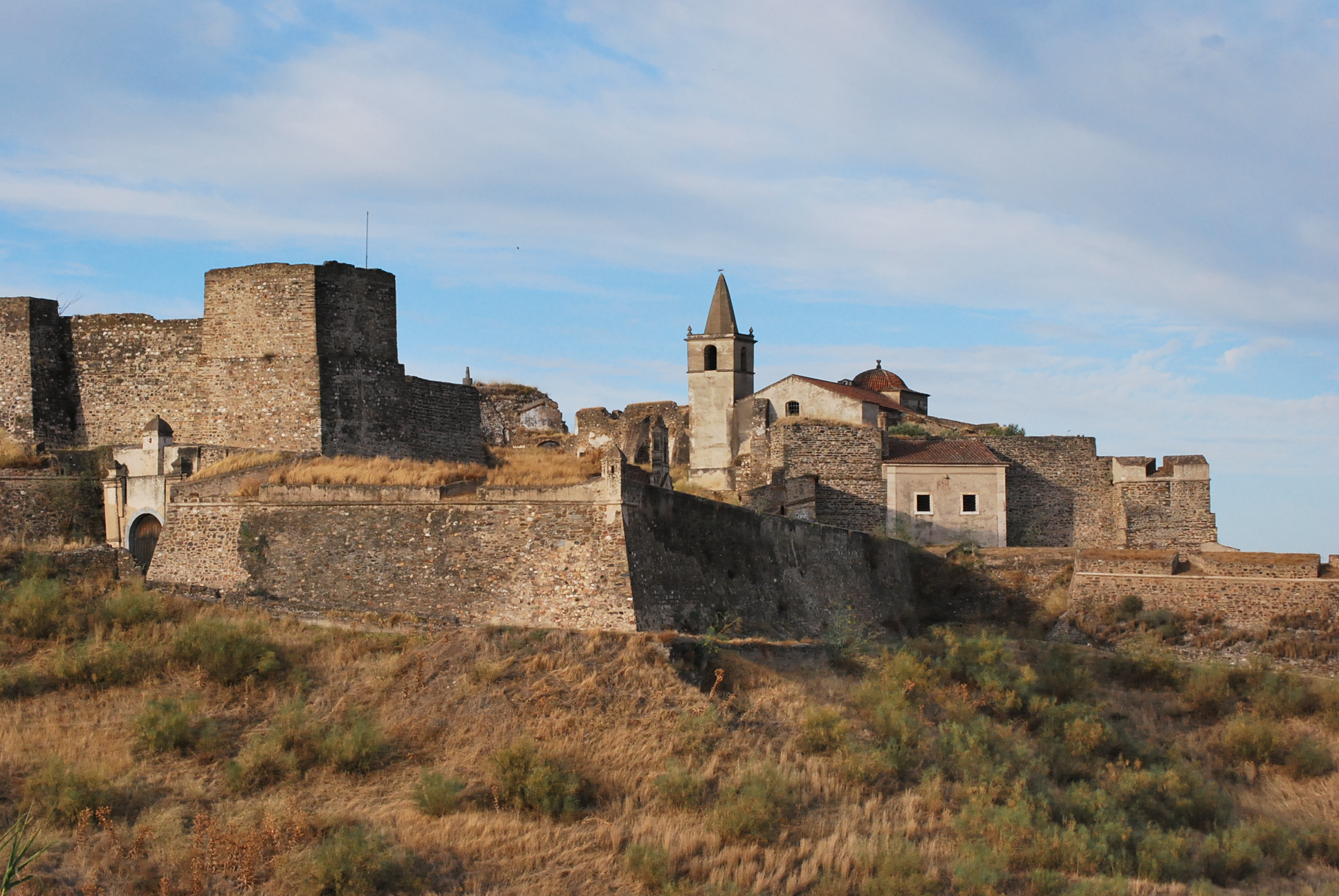
Vue de la forteresse Juromenha

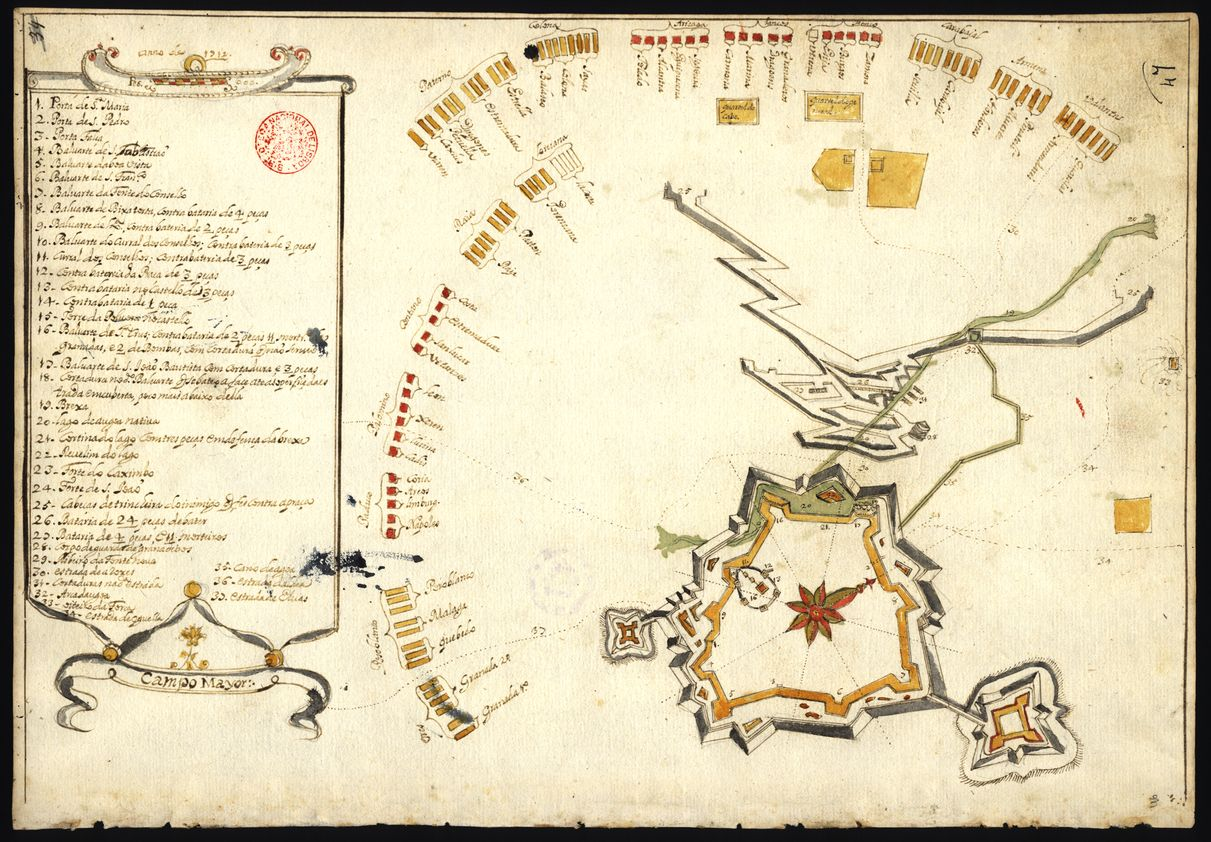
Le plan de Camp de Maior pendant le siège de 1712

Il a commencé sa carrière en France comme ingénieur ordinaire du roi de France Louis XIII. Il a été chargé de concevoir, construire et réparer les fortifications du royaume.
En 1640, une alliance est conclue entre la France et le Portugal pendant la guerre de Trente Ans, alors que débutait la guerre de restauration de l'indépendance du Portugal. 
Il est envoyé au Portugal pour assurer la défense du pays contre une invasion imminente espagnol. Il a entrepris une restructuration complète des fortifications frontalières du Portugal, et leur adaptation aux exigences dues à l'artillerie de l'époque.
Il a donc été invité par l'ambassadeur du Portugal à venir servir dans l'armée portugaise, avec les mêmes fonctions, avec un contrat de trois ans, qui est accepté en 1644. À la mort de João Cosmander (1602-1648), ingénieur de la province de l'Alentejo, en 1648, il lui succéda, après avoir reçu du roi Dom Jean IV (1640-1656) le titre de colonel superintendant des ingénieurs.
Il a établi les plans des modifications de la forteresse de Juromenha,, approuvés en 1646,  et de la place forte de Campo Maior dont la construction avait été commencée par João Cosmander.
Puis Nicolas de Langres est passé au service de l'Espagne. Sous le commandement de Don Juan José d'Autriche, il était présent lors de l'attaque d'artillerie espagnole, en 1662, contre la forteresse de Juromenha, qu'il avait conçue et remaniée alors qu'il était au  service du Portugal.
Il est mort après la bataille de Montes Claros (1665), au cours du siège de Vila Viçosa.

## Sources
- (pt) Cet article est partiellement ou en totalité issu de l’article de Wikipédia en portugais intitulé « Nicolau de Langres » (voir la liste des auteurs).